# Xenoarheologie
Xenoarheologia este o forma ipotetică de arheologie care apare mai ales în lucrări science-fiction. Xenoarheologia se ocupă cu studiul rămășițelor unei civilizații extraterestre dispărute sau care s-a mutat în alt loc. În prezent, deoarece nu există tehnologia călătoriei interstelare și, prin urmare, nu există contact cu alte civilizații, xenoarheologia nu este practicată de arheologii tereștri. 
Cuvântul Xenoarheologie este format din cuvintele grecești xenos (ξένος) (cu sensul de străin) și archaiologia (cu sensul de Studierea anticilor). Archaiologia, Αρχαιολογία, este compus la rândul lui din αρχαίος archàios "antic" și λόγος, lògos = "discurs" sau "studiu")

## În science-fiction
Xenoarheologia este o temă comună în science-fiction. Lucrările despre căutarea și explorarea obiectelor extraterestre enigmatice au fost ironic catalogate ca fiind lucrări în genul Big Dumb Object.
Unul dintre cele mai proeminente exemple de xenoarheologie în ficțiune este romanul lui Arthur C. Clarke, Rendezvous with Rama. Alte exemple notabile: povestirea Omnilingual de H. Beam Piper sau seria Heritage Universe de Charles Sheffield.
Romanele science-fiction ale lui Jack McDevitt prezintă și ele mistere arheologice din istoria unor rase extraterestre.   
Scenariul din Mass Effect prezintă tehnologiile unei rase extraterestre sub formă unor construcții, mecanisme de transport, structuri și mașini care au rămas după dispariția acelei rase. 
Acțiunea principală din Halo: Combat Evolved are loc în structuri uriașe create de o supercivilizație extraterestră dispărută. Aceste structuri apar și în Halo 2 sau Halo 3.

### Romane
- Poarta de Fred Pohl
- 2001: O odisee spațială de Arthur C. Clarke
- Rendezvous With Rama de Arthur C. Clarke
- Wasteland Of Flint de Thomas Harlan
- House of Reeds de Thomas Harlan
- The Season of Passage de Christopher Pike
- Broken Angels de Richard Morgan
- Strata de Terry Pratchett
- Revelation Space de Alastair Reynolds
- Grass de Sheri S. Tepper
- Odiseea navei Space Beagle de A. E. van Vogt
- The Engines of God de Jack McDevitt
- The Hercules Text de Jack McDevitt
- Romanele din Heritage Universe de Charles Sheffield
- The Past of Forever (volumul patru: Children of the Stars) de Juanita Coulson
- Saga of Seven Suns (cel mai notabil fiind primul volum: Hidden Empire) de Kevin J. Anderson
- Heritage Trilogy de Ian Douglas
- Lumea Inelară (și continuările sale) de Larry Niven
- Trilogia Gaea de John Varley

### Povestiri
- "Omnilingual" de H. Beam Piper
- "The Sentinel" de Arthur C. Clarke
- "At the Mountains of Madness" de H. P. Lovecraft
- "The Vaults of Yoh-Vombis" de Clark Ashton Smith

### Jocuri video
- Sid Meier's Alpha Centauri
- Alien Legacy
- Star Trek: A Final Unity
- RAMA (bazat pe romanul lui Clarke)
- Freelancer
- FreeSpace
- Wing Commander: Privateer
- The Dig
- Doom 3
- Halo 3
- Mass Effect
- Civilization: Call to Power
- Star Wars: Knights of the Old Republic
- Resistance
- StarCraft
- Aliens vs. Predator
- Aliens versus Predator
- Dead Space
- Borderlands
- Metal Fatigue

### Filme
- Alien
- Stargate
- Doom
- Indiana Jones and the Kingdom of the Crystal Skull
- Alien vs. Predator
- Destination: Outer Space prezintă un robot care vizitează Pământul cu două mii de ani în urmă.[1]

### Televiziune
- Babylon 5
- Star Trek
- Stargate
- Doctor Who
- Stargate SG-1 și continuarea sa Stargate Atlantis